# Wise Girl
Wise Girl is de officiële naam voor het vierde studioalbum van de Belgische zangeres Natalia. De verschijning van de downloadversie stond gepland voor 17 april 2009 en de winkelversie werd een week later gelanceerd.
De cd werd voor een groot deel opgenomen in december 2008 te Canterbury, Engeland. In januari 2009 volgde de afwerking en verscheen de eerste single van het album: All or Nothing. In februari 2009 werd het album gemixt in Toronto (Canada). Natalia heeft voor dit album ook zelf 3 nummers geschreven. Deze zijn Cat That Got The Cream, Still with Me en Soul Divided.
In de loop van 2009 volgt er een nieuwe zomertournee met de naam: A Wise Girl-summertour.
Op 2 augustus 2009 kreeg Natalia op Suikerrock in Tienen een gouden plaat voor 15.000 verkochte albums. In 2010 werd de kaap van 25.000 verkochte albums bereikt, hiermee was de platina status bereikt.

## Tracks
- 1. All or Nothing (4:11)
- 2. Heartbreaker (3:26)
- 3. Cat That Got the Cream (3:18)
- 4. Wise Girl (4:21)
- 5. Lonely (3:16)
- 6. 17 Days (2:50)
- 7. Put That Record On (2:48)
- 8. Suspicion (3:35)
- 9. Match Made in Heaven (4:11)
- 10. On the Radio (3:48)
- 11. Treat Me Like a Woman Today (3:17)
- 12. Still with Me (4:29)

Exclusieve bonustrack iTunes
- 13. Soul Divided (3:25)

Exclusieve bonustrack Free Record Shop
- 13. Feeling (3:08)

Exclusieve bonustracks Special Edition
- 13. Feeling (3:08)
- 14. Soul Divided (3:25)
- 15. Mind, Body & Soul (3:28)

## Singles
| Single met hitnotering(en) in de Vlaamse Ultratop 50 | Datum van verschijnen | Datum van binnenkomst | Hoogste positie | Aantal weken | Opmerkingen                 |
| ---------------------------------------------------- | --------------------- | --------------------- | --------------- | ------------ | --------------------------- |
| All or Nothing                                       | 16-01-2009            | 24-01-2009            | 13              | 13           | Soundtrack Spion van Oranje |
| Heartbreaker                                         | 14-04-2009            | 09-05-2009            | 48              | 1            | Download                    |
| Feeling                                              | 31-07-2009            | 05-09-2009            | 36              | 2            |                             |
| Still with Me                                        | 06-11-2009            | 28-11-2009            | tip13           | -            | Download                    |
| On the Radio                                         | 29-03-2010            |                       |                 |              | Download                    |

### Hitnotering
| "Wise Girl" in de Vlaamse Ultratop 50 Albums - binnen: 02-05-2009 | "Wise Girl" in de Vlaamse Ultratop 50 Albums - binnen: 02-05-2009 | "Wise Girl" in de Vlaamse Ultratop 50 Albums - binnen: 02-05-2009 | "Wise Girl" in de Vlaamse Ultratop 50 Albums - binnen: 02-05-2009 | "Wise Girl" in de Vlaamse Ultratop 50 Albums - binnen: 02-05-2009 | "Wise Girl" in de Vlaamse Ultratop 50 Albums - binnen: 02-05-2009 | "Wise Girl" in de Vlaamse Ultratop 50 Albums - binnen: 02-05-2009 | "Wise Girl" in de Vlaamse Ultratop 50 Albums - binnen: 02-05-2009 | "Wise Girl" in de Vlaamse Ultratop 50 Albums - binnen: 02-05-2009 | "Wise Girl" in de Vlaamse Ultratop 50 Albums - binnen: 02-05-2009 | "Wise Girl" in de Vlaamse Ultratop 50 Albums - binnen: 02-05-2009 | "Wise Girl" in de Vlaamse Ultratop 50 Albums - binnen: 02-05-2009 | "Wise Girl" in de Vlaamse Ultratop 50 Albums - binnen: 02-05-2009 | "Wise Girl" in de Vlaamse Ultratop 50 Albums - binnen: 02-05-2009 | "Wise Girl" in de Vlaamse Ultratop 50 Albums - binnen: 02-05-2009 | "Wise Girl" in de Vlaamse Ultratop 50 Albums - binnen: 02-05-2009 | "Wise Girl" in de Vlaamse Ultratop 50 Albums - binnen: 02-05-2009 | "Wise Girl" in de Vlaamse Ultratop 50 Albums - binnen: 02-05-2009 | "Wise Girl" in de Vlaamse Ultratop 50 Albums - binnen: 02-05-2009 | "Wise Girl" in de Vlaamse Ultratop 50 Albums - binnen: 02-05-2009 | "Wise Girl" in de Vlaamse Ultratop 50 Albums - binnen: 02-05-2009 | "Wise Girl" in de Vlaamse Ultratop 50 Albums - binnen: 02-05-2009 | "Wise Girl" in de Vlaamse Ultratop 50 Albums - binnen: 02-05-2009 | "Wise Girl" in de Vlaamse Ultratop 50 Albums - binnen: 02-05-2009 | "Wise Girl" in de Vlaamse Ultratop 50 Albums - binnen: 02-05-2009 | "Wise Girl" in de Vlaamse Ultratop 50 Albums - binnen: 02-05-2009 | "Wise Girl" in de Vlaamse Ultratop 50 Albums - binnen: 02-05-2009 | "Wise Girl" in de Vlaamse Ultratop 50 Albums - binnen: 02-05-2009 | "Wise Girl" in de Vlaamse Ultratop 50 Albums - binnen: 02-05-2009 | "Wise Girl" in de Vlaamse Ultratop 50 Albums - binnen: 02-05-2009 | "Wise Girl" in de Vlaamse Ultratop 50 Albums - binnen: 02-05-2009 | "Wise Girl" in de Vlaamse Ultratop 50 Albums - binnen: 02-05-2009 | "Wise Girl" in de Vlaamse Ultratop 50 Albums - binnen: 02-05-2009 | "Wise Girl" in de Vlaamse Ultratop 50 Albums - binnen: 02-05-2009 | "Wise Girl" in de Vlaamse Ultratop 50 Albums - binnen: 02-05-2009 | "Wise Girl" in de Vlaamse Ultratop 50 Albums - binnen: 02-05-2009 | "Wise Girl" in de Vlaamse Ultratop 50 Albums - binnen: 02-05-2009 | "Wise Girl" in de Vlaamse Ultratop 50 Albums - binnen: 02-05-2009 | "Wise Girl" in de Vlaamse Ultratop 50 Albums - binnen: 02-05-2009 |
| Week                                                              | 01                                                                | 02                                                                | 03                                                                | 04                                                                | 05                                                                | 06                                                                | 07                                                                | 08                                                                | 09                                                                | 10                                                                | 11                                                                | 12                                                                | 13                                                                | 14                                                                | 15                                                                | 16                                                                | 17                                                                | 18                                                                | 19                                                                | 20                                                                | 21                                                                | 22                                                                | 23                                                                | 24                                                                | 25                                                                | 26                                                                | 27                                                                | 28                                                                | 29                                                                | 30                                                                | 31                                                                |                                                                   | 32                                                                |                                                                   | 33                                                                |                                                                   | 34                                                                |                                                                   |
| ----------------------------------------------------------------- | ----------------------------------------------------------------- | ----------------------------------------------------------------- | ----------------------------------------------------------------- | ----------------------------------------------------------------- | ----------------------------------------------------------------- | ----------------------------------------------------------------- | ----------------------------------------------------------------- | ----------------------------------------------------------------- | ----------------------------------------------------------------- | ----------------------------------------------------------------- | ----------------------------------------------------------------- | ----------------------------------------------------------------- | ----------------------------------------------------------------- | ----------------------------------------------------------------- | ----------------------------------------------------------------- | ----------------------------------------------------------------- | ----------------------------------------------------------------- | ----------------------------------------------------------------- | ----------------------------------------------------------------- | ----------------------------------------------------------------- | ----------------------------------------------------------------- | ----------------------------------------------------------------- | ----------------------------------------------------------------- | ----------------------------------------------------------------- | ----------------------------------------------------------------- | ----------------------------------------------------------------- | ----------------------------------------------------------------- | ----------------------------------------------------------------- | ----------------------------------------------------------------- | ----------------------------------------------------------------- | ----------------------------------------------------------------- | ----------------------------------------------------------------- | ----------------------------------------------------------------- | ----------------------------------------------------------------- | ----------------------------------------------------------------- | ----------------------------------------------------------------- | ----------------------------------------------------------------- | ----------------------------------------------------------------- |
| Nummer                                                            | 1                                                                 | 1                                                                 | 2                                                                 | 5                                                                 | 11                                                                | 15                                                                | 15                                                                | 20                                                                | 21                                                                | 34                                                                | 37                                                                | 45                                                                | 35                                                                | 44                                                                | 47                                                                | 24                                                                | 20                                                                | 32                                                                | 30                                                                | 33                                                                | 38                                                                | 66                                                                | 49                                                                | 34                                                                | 28                                                                | 44                                                                | 39                                                                | 62                                                                | 79                                                                | 77                                                                | 95                                                                | uit                                                               | 62                                                                | uit                                                               | 98                                                                | uit                                                               | 98                                                                | uit                                                               |